# Сообщество миссионерских церквей
Сообщество миссионерских церквей (фр. Communauté d'Églises en mission, Cévaa) — это французская организация для поддержки христианской миссионерской деятельности.
Сообщество работает с 1971 года и объединяет франкоязычные протестантские церкви. Сообщество составляют 35 церквей с целью «развивать общее христианское свидетельствование».

## История
Сообщество создано в 1971 году в результате реорганизации Парижского евангелического миссионерского общества, созданного в 1822 году, что привело к основанию двух отдельных организаций:
- Сообщество миссионерских церквей (фр. Communauté évangélique d'action apostolique, впоследствии фр. Communauté d'Églises en Mission, CÉVAA — федерация сестринских церквей, состоящая из пяти лютеранских и реформатских церквей Франции, Италии, Швейцарии, берущих свое начало в миссионерской работе общества[3].
- Протестантская миссионерская служба (фр. Département évangélique français d'action apostolique, впоследствии фр. Service protestant de mission, DÉFAP) — общее миссионерское служение пяти религиозных организаций в составе «Сообщества миссионерских церквей» со штаб-квартирой в бывшей резиденции «Парижского евангелического миссионерского общества»[4].

## Члены сообщества
В группу церквей сообщества входят церкви из Тихоокеанского региона, Латинской Америки, Европы, Африки и Индийского океана:

### Европа
- три французские церкви:
  - Объединенная протестантская церковь Франции
  - Союз протестантских церквей Эльзаса и Лотарингии
  - Национальный союз протестантских реформатских евангелических церквей Франции
- семь реформатских и свободных церквей франкоязычной Швейцарии
- вальденсская и методистская церкви Италии

### Латинская Америка
- Вальденская евангелическая церковь Рио-де-ла-Платы (Аргентина и Уругвай)[7]

### Африка
- Протестантская методистская церковь Бенина
- Евангелическая церковь Камеруна
- Союз баптистских церквей Камеруна
- Евангелическо-лютеранская церковь Камеруна
- Протестантская церковь Царя-Христа (в Центральноафриканской Республике)
- Объединенная методистская церковь Кот-д'Ивуара
- Евангелическая церковь Габона[8]
- Евангелическая церковь Лесото
- Евангелическая церковь в Марокко
- Пресвитерианская церковь Мозамбика[9]
- Протестантская церковь Сенегала
- Лютеранская церковь Сенегала
- Евангелическая пресвитерианская церковь Того
- Методистская церковь Того
- Объединенная церковь Замбии

### Индийском океан
- Церковь Иисуса Христа на Мадагаскаре
- протестантская церковь Реюньона
- Пресвитерианская церковь Маврикия

### Океания
- Евангелическая церковь в Новой Каледонии (до 2013 г.)
- Евангелическая церковь Новой Каледонии и островов Луайоте
- Протестантская церковь Маохи[10]

## Внешние ссылки
- Сообщество миссионерских церквей (Cévaa)
- Протестантская миссионерская служба (Défap)